# Maja Vahen
 (novembre 2023).
Si vous disposez d'ouvrages ou d'articles de référence ou si vous connaissez des sites web de qualité traitant du thème abordé ici, merci de compléter l'article en donnant les références utiles à sa vérifiabilité et en les liant à la section « Notes et références ».
Maja Vahen est une joueuse de volley-ball slovène, née le 15 novembre 1979. Elle mesure 1,81 m et joue réceptionneuse-attaquante.

## Clubs
| Club                 | Pays     | De        | À         |
| -------------------- | -------- | --------- | --------- |
| OK Nova KBM Branik   | Slovénie | 1999-2000 | 1999-2000 |
| İller Bankası Ankara | Turquie  | 2002-2003 | 2002-2003 |
| Figurella Firenze    | Italie   | 2003-2004 | 2003-2004 |
| OK Nova KBM Branik   | Slovénie | 2004-2004 | 2004-2004 |
| Hotel Cantur         | Espagne  | 2004-2005 | 2004-2005 |
| Dauphines Charleroi  | Belgique | 2005-2006 | 2005-2006 |
| Voléro Zurich        | Suisse   | 2006-2007 | 2006-2007 |
| Dauphines Charleroi  | Belgique | 2008-2009 | ....      |

## Palmarès
- Championnat de Belgique 
  - Vainqueur : 2006, 2009